# 弗魯莫蘇鄉

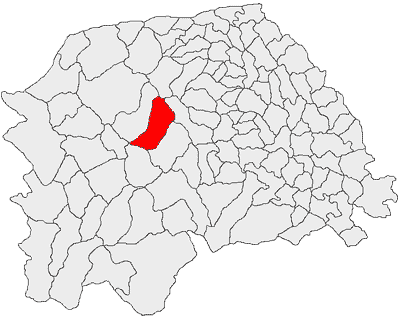
弗魯莫蘇鄉地理位置

47°37′N 25°39′E / 47.617°N 25.650°E
弗魯莫蘇鄉（羅馬尼亞語：Comuna Frumosu, Suceava），是羅馬尼亞的鄉份，位於該國東北部，由蘇恰瓦縣負責管轄，面積100平方公里，海拔高度595米，2021年人口2,931人。

## 腳註

### 外部資料
- (Json). Autoritatea Electorală Permanentă.   [2020-11-02]. （原始内容存档于2021-10-06） （罗马尼亚语）.